# Aeroportul Ålesund
Aeroportul Ålesund (IATA: AES, ICAO: ENAL) este un aeroport din Comuna Giske, Provincie a Norvegiei (fylke), Norvegia ce deservește zona Comuna Ålesund. Aeroportul a fost tranzitat în 2022 de 923.734 de pasageri. A fost deschis în 1958 și numit după zona deservită.
Situat la o altitudine de 21 m, aeroportul dispune de 1 pistă. Este operat de Avinor⁠(d).

## Infrastructură

### Piste
Aeroportul dispune de o singură pistă. Pista 07/25 are suprafața de asfalt și dimensiunile 2.314 m × 45 m. 